# 伊拉克利翁专区
伊拉克利翁专区（希臘語：Περιφερειακή ενότητα Ηρακλείου），是希腊克里特大区的一个专区，位于克里特岛中部偏东。首府为伊拉克利翁。专区面积为2,641平方公里，2019年人口数量为313,766人。

## 行政
伊拉克利翁州最初成立于1915年。在2011年卡利克拉提斯改革方案中，希腊所有州份被取消。原伊拉克利翁州作为整体设立为伊拉克利翁专区。伊拉克利翁专区下分为8个市镇（括号内为地图中的数字）：
- 阿尔哈内斯-阿斯泰鲁夏（2）
- 费斯托斯（7）
- 戈尔蒂纳（4）
- 伊拉克利翁（1）
- 赫尔索尼索斯（8）
- 马莱维齐（5）
- 米诺阿佩迪亚达（6）
- 维安诺斯（3）